# 하들도르 락스네스
하들도르 킬랸 락스네스(아이슬란드어: Halldór Kiljan Laxness, 본명: 하들도르 그뷔드욘손 아이슬란드어: Halldór Guðjónsson, 1902년 4월 23일 ~ 1998년 2월 8일)는 아이슬란드의 작가이다.
락스네스는 자기가 자라난 곳(복어 허리)을 뜻하는 것으로 그의 성(姓)은 아니다. 출생지는 수도인 레이캬비크로, 청년기에는 함순의 영향을 받았다. 나중에 가톨릭에 개종(改宗)했으나 후에 미국에 건너가 이를 포기하고 사회주의자가 되었다. 그는 현대 아이슬란드에 있어 스노리 스투를루손 이후의 위대한 작가로 인정되고 있다. 그리하여 중세의 사가 형식뿐만 아니라 그 주제도 가끔 사가에서 얻고 있다. 작품의 주요한 것으로는 <카시밀의 대직공(大織工)>(1927), <살카 발카>(1931-32), <독립된 백성>(1934-35), <아이슬란드의 종(鐘)>(1943-46), <영웅이야기>(1952), <산기슭의 오막살이의 기록>(1957), <되찾은 천국>(1960),<연돌극>(1961), <시인시대>(1963) 등이 있다. 1955년 아이슬란드인으로서는 처음 노벨 문학상을 받았다.

## 참고 자료
- 이 문서에는 다음커뮤니케이션(현 카카오)에서 GFDL 또는 CC-SA 라이선스로 배포한 글로벌 세계대백과사전의 내용을 기초로 작성된 글이 포함되어 있습니다.